# Dactylolabis pemetica
Dactylolabis pemetica är en tvåvingeart som beskrevs av Alexander 1936. Dactylolabis pemetica ingår i släktet Dactylolabis och familjen småharkrankar. Inga underarter finns listade i Catalogue of Life.